# Francisco Morato
Francisco Morato város Brazíliában, São Paulo államban. Lakosainak száma 168 243 fő (2015. július 1.). Francisco Morato Atibaia, Franco da Rocha és Campo Limpo Paulista községekkel határos.

## Népesség
A település népességének változása:
| Lakosok száma | 133 738 | 154 472 | 168 243 | 177 633 | 165 139 |
|               | 2000    | 2010    | 2015    | 2020    | 2022    |